# Philobota aceraea
Philobota aceraea is een vlinder uit de familie van de sikkelmotten (Oecophoridae). De wetenschappelijke naam van de soort werd in 1884 gepubliceerd door Edward Meyrick.